# Flying Padre
Flying Padre (Langtitel: Flying Padre: An RKO-Pathe Screenliner) ist ein Schwarz-Weiß-Dokumentarfilm von Stanley Kubrick aus dem Jahr 1951. Der Kurzfilm berichtet über die Arbeit des Pfarrers Fred Stadtmueller, der die auf entlegenen Farmen in New Mexico lebenden Mitglieder seiner Gemeinde mit einem kleinen Eindecker-Flugzeug, der „Spirit of Saint Joseph“, besucht. Flying Padre war Kubricks zweiter Film. 

## Handlung
Der Film zeigt zwei Tage des täglichen Lebens des Pfarrers Fred Stadtmueller, der von alle seinen Gemeindegliedern Flying Padre genannt wird, weil er sie auf den weit auseinanderliegenden Farmen mit seinem kleinen Eindecker-Flugzeug besucht. Der Reverend ist dabei zu erleben, wie er spirituelle Führung bietet und die Trauerfeier für einen Rancharbeiter abhält. Am nächsten Tag, er sitzt gerade beim Frühstück im Pfarrhaus, bekommt er Besuch von einem kleinen Mädchen. Sie bittet ihn um Hilfe im Streit mit einem Schulkameraden. Der Reverend nimmt sich des Problems sofort an und stellt den Jungen zur Rede. Versöhnt machen sich die beiden Kinder auf den Heimweg. Ein weiterer Notfall ergibt sich, als ein Gemeindemitglied ganz aufgeregt zu ihm kommt, weil er einen Anruf erhalten hat, auf einer Farm wäre ein kleines Kind erkrankt. Der Reverend lässt sich nicht lang bitten und fliegt die Mutter mit dem Kind ins nächste Krankenhaus.
Daneben gibt es auch ganz alltägliche Szenen und Einblicke in sein Leben, so zum Beispiel wie sich Fred Stadtmueller liebevoll um seine Kanarienvögel kümmert.